# گرند هتل (فیلم)
گرند هتل (به انگلیسی: Grand Hotel) فیلمی ۱۱۲ دقیقه‌ای به کارگردانی ادموند گولدینگ با بازی گرتا گاربو محصول کشور ایالات متحده آمریکا است.

## خلاصه داستان
داستان فیلم در مورد گروهی از شخصیتهای کاملاً متفاوت است که در هتلی مجلل با اعتقادات هم روبرو می‌شوند و..

## جوایز
این فیلم برنده اسکار بهترین فیلم در سال ۱۹۳۳ شد.